# Ханекаг-е Олья (Марказі)
Ханекаг-е Олья (перс. خانقاه عليا) — село в Ірані, у дегестані Джаверсіян, у бахші Каре-Чай, шагрестані Хондаб остану Марказі. За даними перепису 2006 року, його населення становило 950 осіб, що проживали у складі 264 сімей.

## Клімат
Середня річна температура становить 12,01°C, середня максимальна – 31,16°C, а середня мінімальна – -8,95°C. Середня річна кількість опадів – 281 мм.
| Клімат поселення                              | Клімат поселення | Клімат поселення | Клімат поселення | Клімат поселення | Клімат поселення | Клімат поселення | Клімат поселення | Клімат поселення | Клімат поселення | Клімат поселення | Клімат поселення | Клімат поселення | Клімат поселення |
| Показник                                      | Січ.             | Лют.             | Бер.             | Квіт.            | Трав.            | Черв.            | Лип.             | Серп.            | Вер.             | Жовт.            | Лист.            | Груд.            |                  |
| Середній максимум, °C                         | 7,10             | 8,58             | 12,24            | 18,46            | 23,54            | 29,18            | 31,16            | 30,94            | 25,93            | 19,91            | 13,16            | 7,80             |                  |
| Середня температура, °C                       | −0,93            | 0,55             | 4,21             | 10,43            | 15,52            | 21,14            | 25,20            | 24,98            | 19,97            | 13,96            | 7,22             | 1,84             |                  |
| Середній мінімум, °C                          | −8,95            | −7,48            | −3,82            | 2,41             | 7,49             | 13,12            | 19,22            | 19,00            | 14,02            | 8,00             | 1,26             | −4,13            |                  |
| Норма опадів, мм                              | 42               | 37               | 50               | 37               | 33               | 6                | 1                | 1                | 0                | 8                | 26               | 40               |                  |
| Середньомісячна швидкість вітру, м/с          | 1.98             | 2.56             | 3.10             | 3.22             | 2.82             | 2.50             | 2.52             | 2.49             | 2.26             | 2.18             | 1.74             | 1.97             |                  |
| Середньомісячна сонячна радіація, кДж/м²·день | 8920             | 12218            | 14713            | 18220            | 22228            | 26969            | 25884            | 24021            | 21112            | 15551            | 10873            | 8813             |                  |
| --------------------------------------------- | ---------------- | ---------------- | ---------------- | ---------------- | ---------------- | ---------------- | ---------------- | ---------------- | ---------------- | ---------------- | ---------------- | ---------------- | ---------------- |
| Джерело:                                      |                  |                  |                  |                  |                  |                  |                  |                  |                  |                  |                  |                  |                  |